# Michaił Popkow (morderca)
Michaił Wiktorowicz Popkow, ros. Михаи́л Ви́кторович Попко́в (ur. 7 marca 1964) – rosyjski milicjant, gwałciciel oraz seryjny morderca.

## Życiorys
W latach 1994–2000 zabił 22 kobiety w Angarsku. Ofiary zwabiał między innymi do swojego policyjnego samochodu, gwałcił a potem zabijał zazwyczaj przy użyciu noża lub siekiery. Ciała ofiar porzucał  w pobliskich lasach, cmentarzach lub na poboczach. Został aresztowany w 2012 roku i skazany na dożywotnie więzienie w styczniu 2015 roku.
W styczniu 2017 Popkow przyznał się do popełnienia kolejnych 59 zabójstw w rejonie Irkucka na Syberii w latach 1992–2010. W grudniu 2018 sąd uznał go za winnego 56 morderstw i wymierzył mu karę drugiego dożywotnego pozbawienia wolności.